# Grafschaft Ravensberg

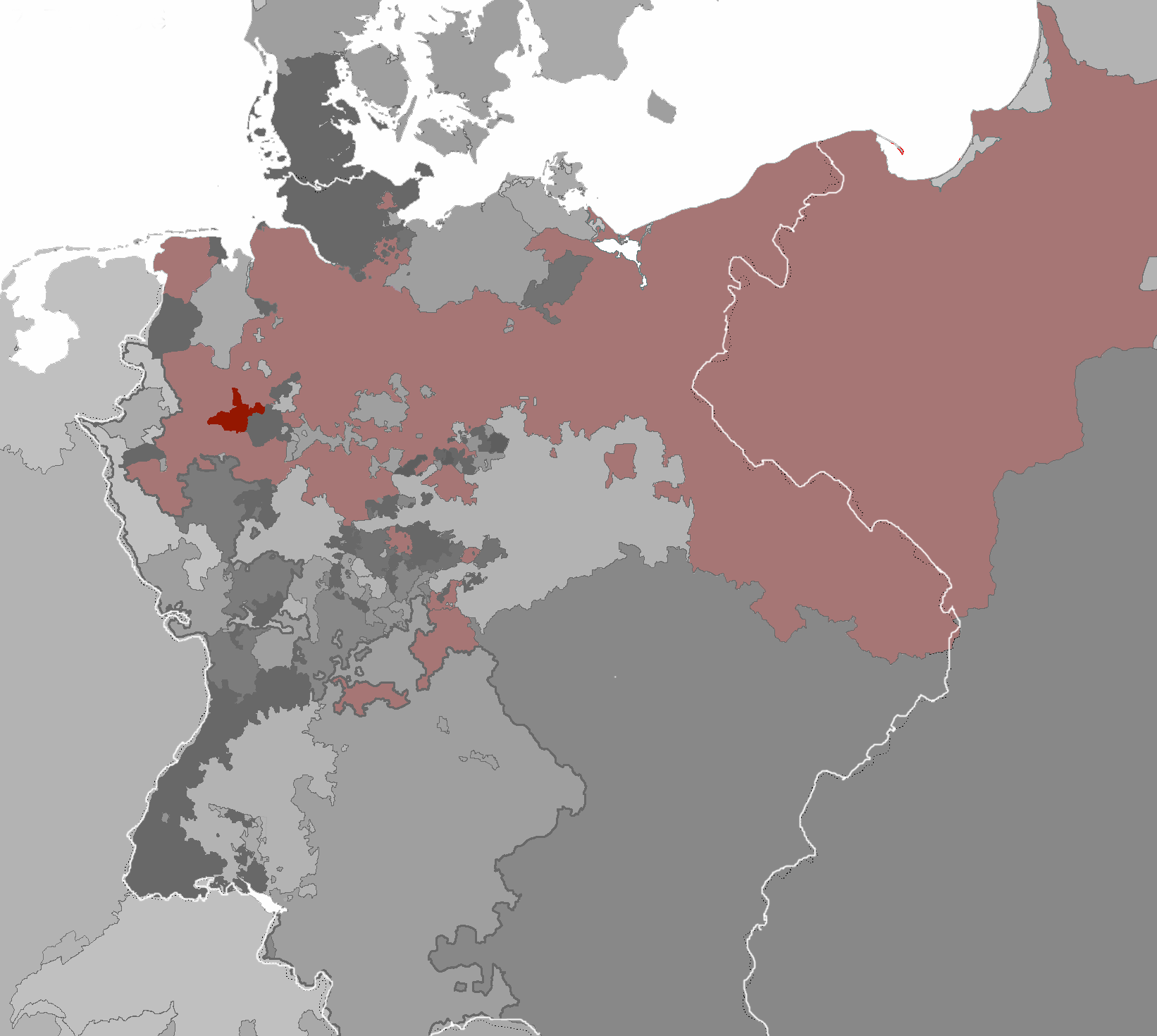
Lage in Preußen 1806

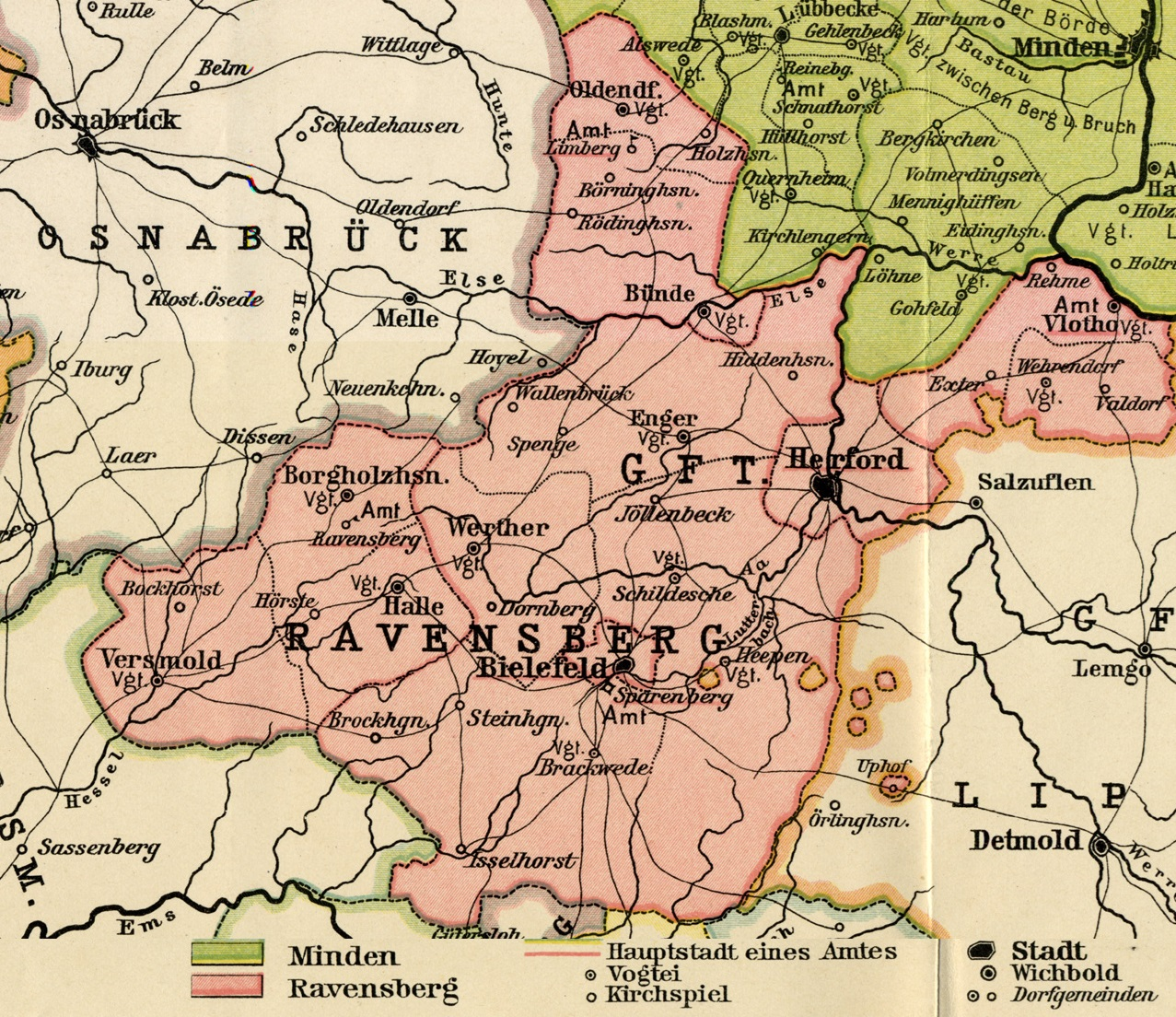
Ämter und Vogteien der Grafschaft Ravensberg

Die Grafschaft Ravensberg war ein Territorium des Heiligen Römischen Reiches und entstand im 12. Jahrhundert. Sie lag im Osten des Niederrheinisch-Westfälischen Reichskreises, mit der Stadt Bielefeld als Hauptort. Entstanden im 12. Jahrhundert, war sie ab 1346 in Personalunion mit Berg, ab 1437 mit Jülich-Berg und ab 1521 mit Kleve in den Vereinigten Herzogtümern verbunden. Nach der provisorischen Erbteilung 1614 wurde sie von Brandenburg verwaltet (ab 1618 Personalunion Brandenburg-Preußen), dem es 1666 mit der endgültigen Erbteilung zugeschlagen wurde. 1719 ordnete dieses seine Territorien neu und bildete aus der Grafschaft und dem Fürstentum Minden das Verwaltungsgebiet Minden-Ravensberg. 1807 ging das Territorium im neuen Königreich Westphalen auf, 1810 annektierte Frankreich erste Teile des Gebiets.

## Lage und Gebiet

### Geographie

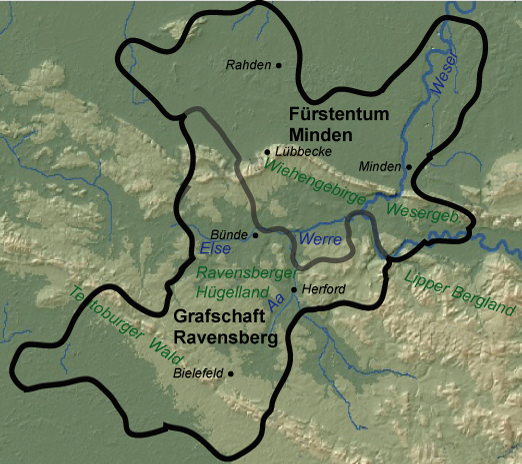
Geografie 1806

Die Grafschaft wurde durch mehrere Höhenzüge des unteren Weserberglandes in vier Teile geschieden. Im Norden bei Preußisch Oldendorf reichte sie über das Wiehengebirge hinaus in die Norddeutsche Tiefebene. Südlich des Teutoburger Waldes, um Halle und Brackwede, hatte Ravensberg Anteil an der Westfälischen Bucht. Das Gebiet im Osten um Vlotho und dem heutigen Bad Oeynhausen lag jenseits der Ausläufer des Lipper Berglandes an der Weser. Auch die unregelmäßigen Territorialgrenzen gegen Minden bedingten die Randlage dieser Gebiete, vor der Eingliederung Herfords in Ravensberg hatte es eine Exklave gebildet. Das Kerngebiet zwischen den genannten Höhenzügen, um die Städte Bielefeld (Hauptteil), Herford und Bünde, war Teil der Ravensberger Mulde, die ihren Namen nachträglich der Grafschaft verdankt. Außerdem deckt sich das Gebiet der Grafschaft größtenteils mit der heute als Ravensberger Land bezeichneten Region.

### Nachbarterritorien
Bis zur Franzosenzeit waren die Territorien um die Grafschaft herum zersplittert. Die Grafschaft grenzte 1801 im Norden an das Fürstentum Minden. Im Osten grenzte sie an das Fürstentum Lippe. Im Süden lagen das Hochstift Paderborn, die Grafschaft Rietberg, die osnabrückische Exklave Amt Reckenberg und die Herrschaft Rheda, im Südwesten das Hochstift Münster. Im Westen grenzte das Hochstift Osnabrück an die Grafschaft. Umschlossen wurde außerdem das im Stadtgebiet Herfords liegende winzige Gebiet der Fürstabtei Herford, dem aber kein Territorium im engeren Sinne zugeordnet war.
Im Juli 1806 grenzte die Grafschaft im Osten an das Fürstentum Lippe, im Süden an die Herrschaft Rheda (zu Bentheim-Tecklenburg), und die Grafschaft Rietberg. Der Rest war von anderen preußischen Gebieten umgeben, unter anderem dem Fürstentum Minden im Norden und dem Amt Reckenberg im Süden.
- Siehe auch Landesgrenzsteine zwischen Bad Salzuflen sowie Herford und Vlotho.

### Gegenwärtige Zugehörigkeit
Das ravensbergische Territorium liegt im heutigen Regierungsbezirk Detmold (Ostwestfalen-Lippe) in Nordrhein-Westfalen. Ausgehend von seinen letztgültigen Grenzen (1652–1807) verteilt es sich auf die Kreise Gütersloh, Herford, Minden-Lübbecke und die Stadt Bielefeld. Im Einzelnen gehörte das Gebiet folgender heutiger Städte und Gemeinden dazu:
- von den 13 Kommunen des Kreises Gütersloh fünf ganz und eine kleinerenteils:

Borgholzhausen, Halle, Steinhagen, Versmold, Werther; der Gütersloher Stadtteil Isselhorst.
- von den neun Kommunen des Kreises Herford vier ganz, drei größerenteils, eine kleinerenteils:
Enger, Hiddenhausen, Rödinghausen, Spenge; Herford ohne den Stadtteil Falkendiek, Bünde ohne die Stadtteile Dünne und Spradow, Vlotho ohne den Stadtteil Uffeln; Kirchlengern südl. der Werre.
- von den elf Kommunen des Kreises Minden-Lübbecke eine überwiegend und eine etwa zur Hälfte:
Preußisch Oldendorf ohne die Stadtteile Hedem und Lashorst; Bad Oeynhausen südl. der Werre.
- die kreisfreie Stadt Bielefeld ganz bis auf das ehemals rietbergische Gebiet im Raum Wilhelmsdorf.

## Geschichte

### Bedeutung
Die Grafschaft Ravensberg war trotz ihrer geringen Größe nicht unbedeutend. Sie war infolge überwiegend fruchtbarer Böden vergleichsweise dicht besiedelt und hatte eine günstige Verkehrslage zwischen dem Westen und der nördlichen Mitte Deutschlands. Sie lag außerdem im Schnittpunkt (und folglich zugleich am Rand) der Gebiete der umliegenden konkurrierenden westfälischen Bistümer Minden, Paderborn, Münster und Osnabrück, wodurch sie sich von einer einseitigen Vorherrschaft durch eine dieser Mächte freihalten konnte.
Ausgehend von diesen nicht ungünstigen Bedingungen gelang es den Grafen von Ravensberg im Mittelalter lange, trotz mancher Rückschläge ihr Gebiet langsam, aber stetig zu erweitern. Dieser Aufstieg endete erst, als die Grafschaft ab dem 14. Jahrhundert in Personalunion mit größeren Territorien trat und die Herrscher ihr politisches Hauptaugenmerk auf andere Schauplätze richteten.
Militärstrategisch und als Geldquelle war Ravensberg aber weiterhin bedeutsam. Das galt besonders für die Zeit der Herrschaft der Hohenzollern, für die die Grafschaft ein wichtiges Bindeglied zu ihren entlegenen westlichen Besitzungen Kleve und Mark darstellte. Auch profitierte Brandenburg-Preußen finanziell erheblich von der Blüte von Leinenindustrie und -handel in und um Bielefeld im 17. und 18. Jahrhundert.

### Ereignisgeschichte

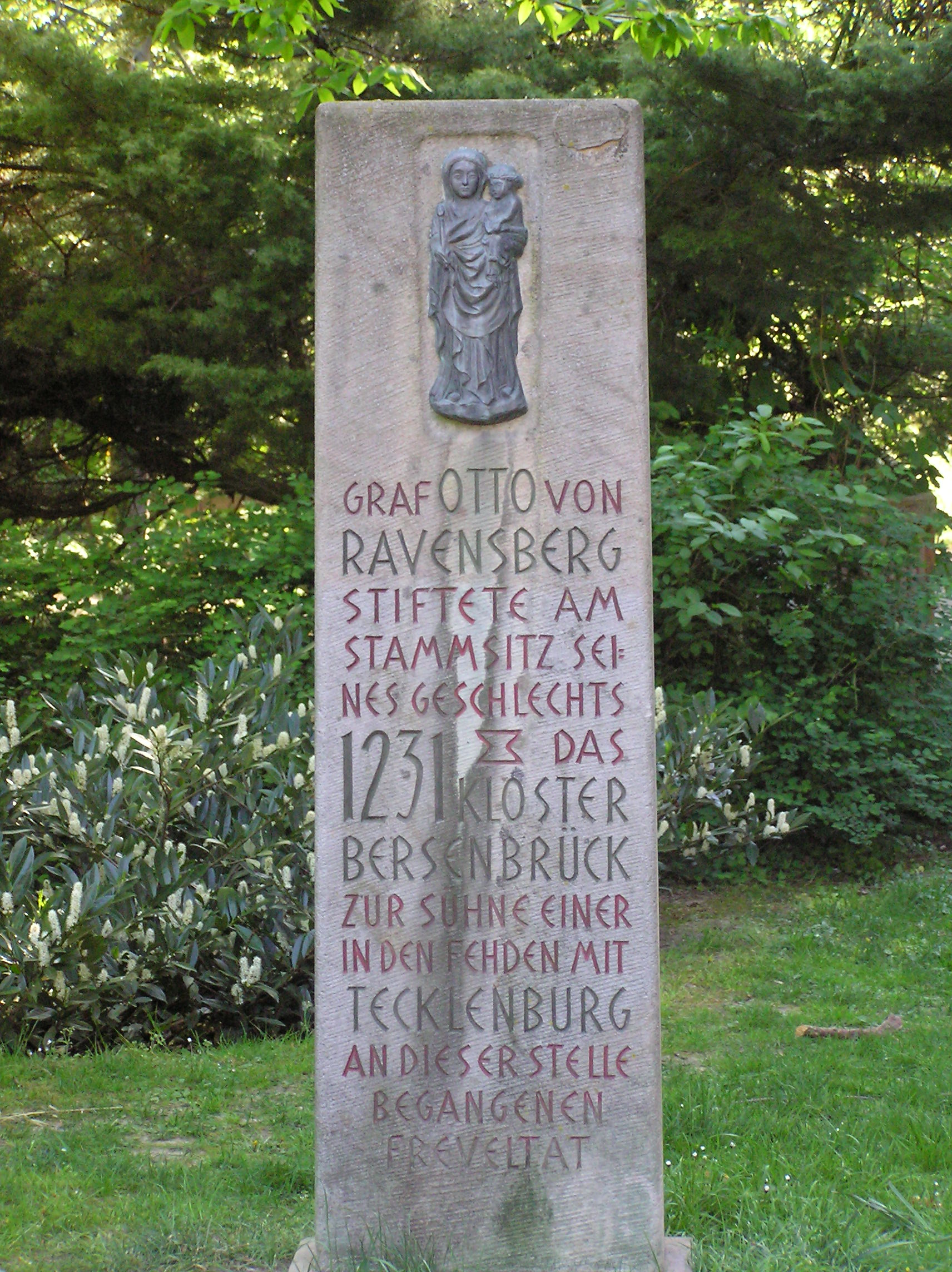
Gedenkstein in Bersenbrück über die Stiftung des Klosters Bersenbrück 1231 durch Otto von Ravensberg

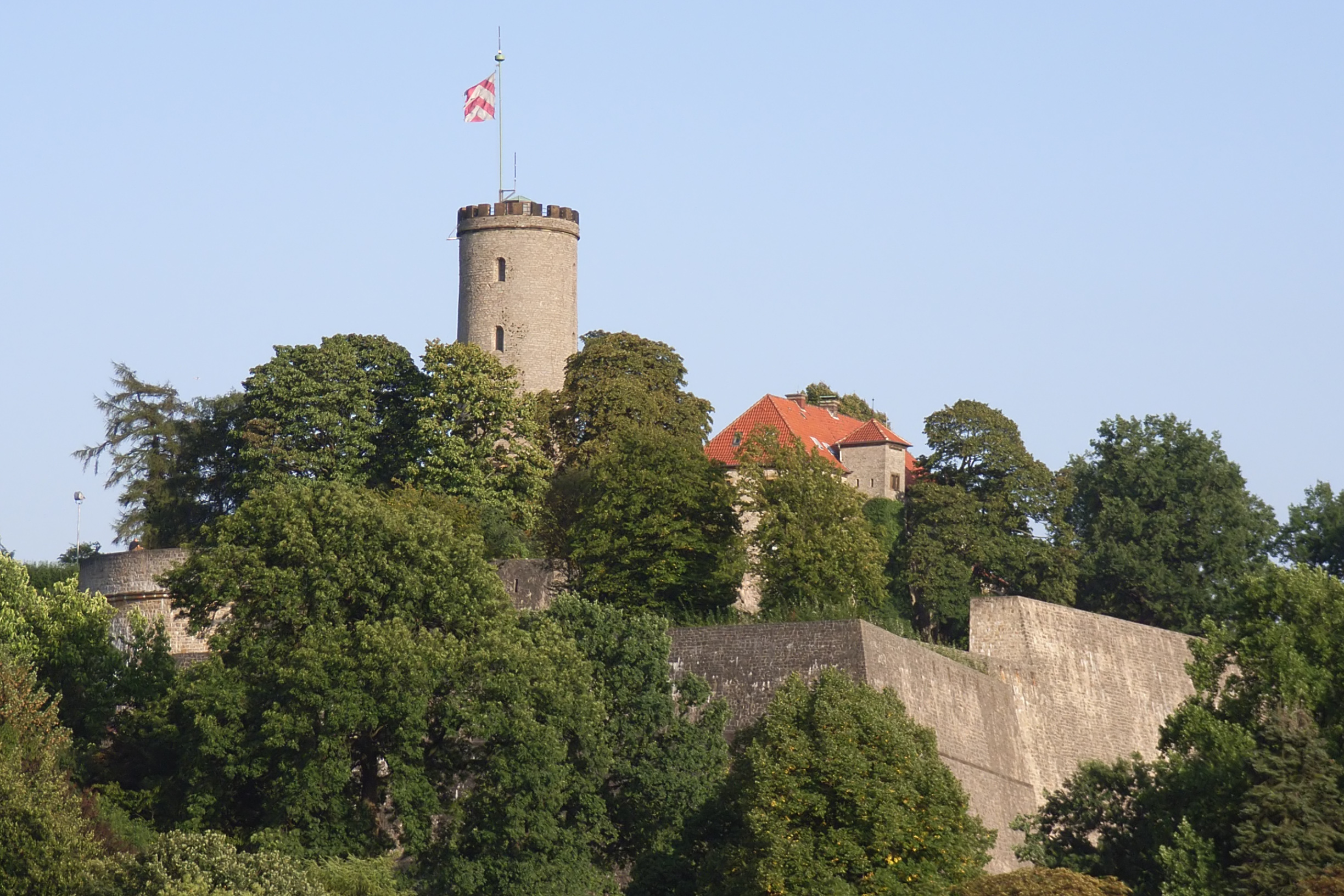
Die Sparrenburg in Bielefeld, Herrschersitz und Verwaltungsmittelpunkt

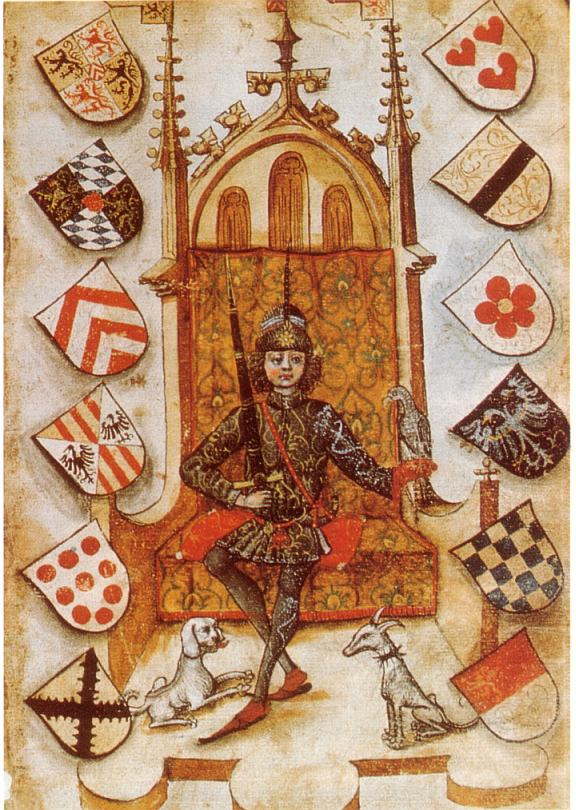
Gerhard II., letzter in Bielefeld ansässiger Graf. Miniatur von 1480

Die Grundlagen der Grafschaft Ravensberg wurden geschaffen, als die Grafen von Calvelage, begütert um Vechta und Bersenbrück, um 1100 Gebiete im Teutoburger Wald nordwestlich von Halle erwarben und die Burg Ravensberg errichteten. Otto (I.) verlegte um 1140 seinen Hauptsitz auf die Burg und führte fortan den Titel „Graf von Ravensberg“, desgleichen alle seine Nachfolger.
Während des 12. Jahrhunderts konnten sowohl die alten als auch die neuen Besitzungen (im Raum um Bielefeld, Herford und Halle) erweitert und darüber hinaus zusätzliche im Emsland erworben werden. Die Grafen von Calvelage-Ravensberg gehörten damit zu den bedeutendsten Adelsgeschlechtern Westfalens und rangen in dessen Norden mit den Bischöfen von Münster, denen von Osnabrück und besonders den Grafen von Tecklenburg um die Vorherrschaft.
1226 wurde das Gebiet geteilt: Graf Ludwig erhielt die Besitzungen um den Teutoburger Wald, sein Bruder Otto II. Vlotho und die Gebiete im Norden. Otto starb 1244 ohne männlichen Erben, seine Tochter Jutta verkaufte die Güter um Vechta und im Emsland 1252 an Münster, wodurch das Niederstift Münster begründet wurde, Vlotho fiel an Tecklenburg. Somit beschränkt auf sein Gebiet in Ostwestfalen, sank Ravensberg zur nachrangigen Macht ab.
Bielefeld, 1214 erstmals als Stadt erwähnt, entwickelte sich zum Hauptort der Grafschaft. Graf Ludwig ließ bis etwa 1250 die Sparrenburg errichten, die für die folgenden hundert Jahre der bevorzugte Sitz der Herrscher war. Dies war auch die Zeit langsamen Wiederaufstiegs: Vlotho fiel um 1270 wieder zurück an Ravensberg, um 1300 wurden die nordwestlichen Gebiete um die Burg Limberg, 1334 Bünde erworben.
1346 endete diese Entwicklung: mit dem Tod des Grafen Bernhard starb das Haus Calvelage-Ravensberg im Mannesstamm aus. Erbin war Bernhards Nichte Margarete, verheiratet mit einem Angehörigen aus dem Hause Jülich. Dieser wurde als Gerhard I. neuer Graf, 1348 auch Graf von Berg. Ravensberg stand fortan lange in enger Verbindung mit Berg und bald auch Jülich.
Ab 1389 übertrug Wilhelm I., 1380 zum Herzog von Berg erhoben, die Grafschaft nacheinander zweien seiner Söhne. Während sie Adolf nur als Basis für weiteren persönlichen Machtausbau diente, machte Wilhelm II. sich wieder mehr um die Grafschaft selbst verdient und erwarb 1409 Enger. Mit ihm hatte letztmals ein Graf seine Residenz auf der Sparrenburg und in der Neustädter Marienkirche seine Grablege. Als sein Sohn Graf Gerhard II. 1437 die Herzogtümer Jülich und Berg erbte, wurde Ravensberg endgültig bloßes Nebenland innerhalb größerer Territorialverbünde.
1511/21 wurde Jülich-Berg-Ravensberg durch Erbfall mit Kleve-Mark zu Jülich-Kleve-Berg verbunden. Die Herzöge standen den Ideen der Reformation, die seit etwa 1525 sich im Ravensbergischen verbreiteten, tolerant gegenüber, so dass hier die Bevölkerung allmählich, aber schließlich bis 1600 vollständig zum Luthertum übertrat. Als das Herzogshaus 1609 ausstarb, kam es zum Jülich-Klevischen Erbfolgestreit. Der Erbvergleich 1614 brachte Ravensberg zusammen mit Kleve und Mark an Brandenburg.
Während des Dreißigjährigen Kriegs durchzogen Truppen fast aller Kriegsparteien die strategisch wichtige Grafschaft, die Landesburgen wurden mehrfach belagert. Der Friedensschluss 1648 brachte Brandenburg-Preußen als günstige territoriale Verstärkung und Abrundung das der Grafschaft benachbarte Fürstentum Minden ein. Dazu kam noch die Reichsstadt Herford, die 1652 aufgrund umstrittener Ansprüche annektiert und zu Ravensberg geschlagen wurde. Minden und Ravensberg bildeten ab 1719 die Verwaltungseinheit Minden-Ravensberg mit Sitz in Minden.
Im Zuge der Neuordnung Deutschlands durch Napoleon I. wurde die Grafschaft Ravensberg 1807 dem Königreich Westphalen (Kanton Bielefeld im Departement der Weser) eingegliedert, 1811 fielen der Norden und Westen unmittelbar an Frankreich (mehrheitlich Distrikt Minden im Departement der Oberen Ems); der Rest bildete ab 1811 mehrheitlich den Distrikt Bielefeld Paderborn im weiterhin westphälischen Departement der Fulda. 1813 erlangte Preußen infolge der Befreiungskriege das Gebiet zurück und stellte die Grafschaft zunächst symbolisch wieder her, verwaltungstechnisch hatte dies im Rahmen des Zivilgouvernements zwischen Weser und Rhein keine Auswirkungen.
Die Grafschaft Ravensberg hörte 1816 endgültig auf zu bestehen, ihr Gebiet wurde auf die neugebildeten Kreise Bielefeld, Halle (Westf.), Herford und Bünde (mit kleineren mindischen Anteilen) sowie zu kleinen Teilen Rahden verteilt. Die Kreise gehörten zum Regierungsbezirk Minden und damit zur Provinz Westfalen. Seit 1969/73 sind die ravensbergischen Gebiete wie o.a. aufgeteilt.
1919 diente die Grafschaft als Namensgeber des katholischen Studentenvereins Ravensberg im Kartellverband katholischer deutscher Studentenvereine zu Münster.

## Organisation

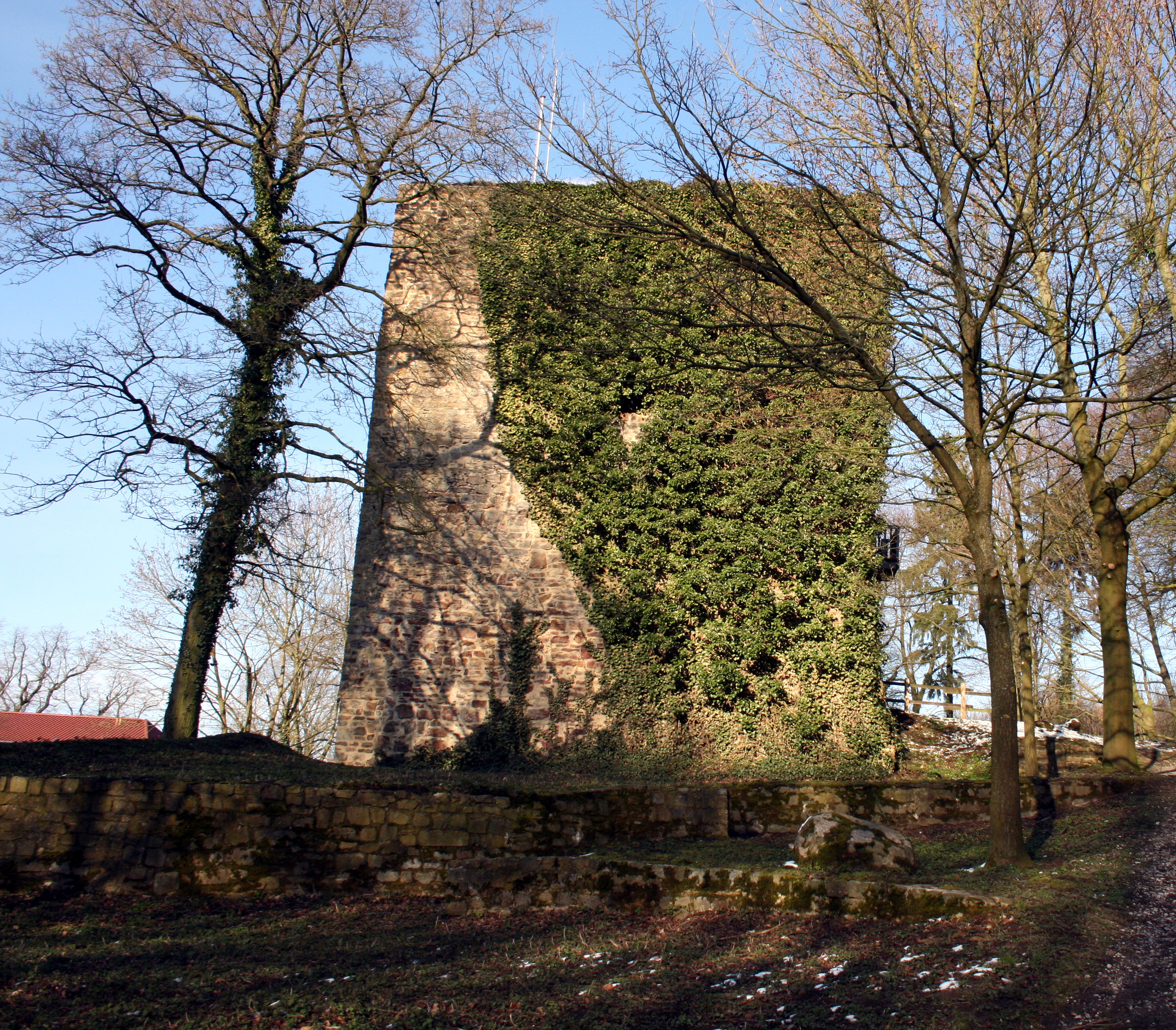
Die Burgruine auf dem Limberg

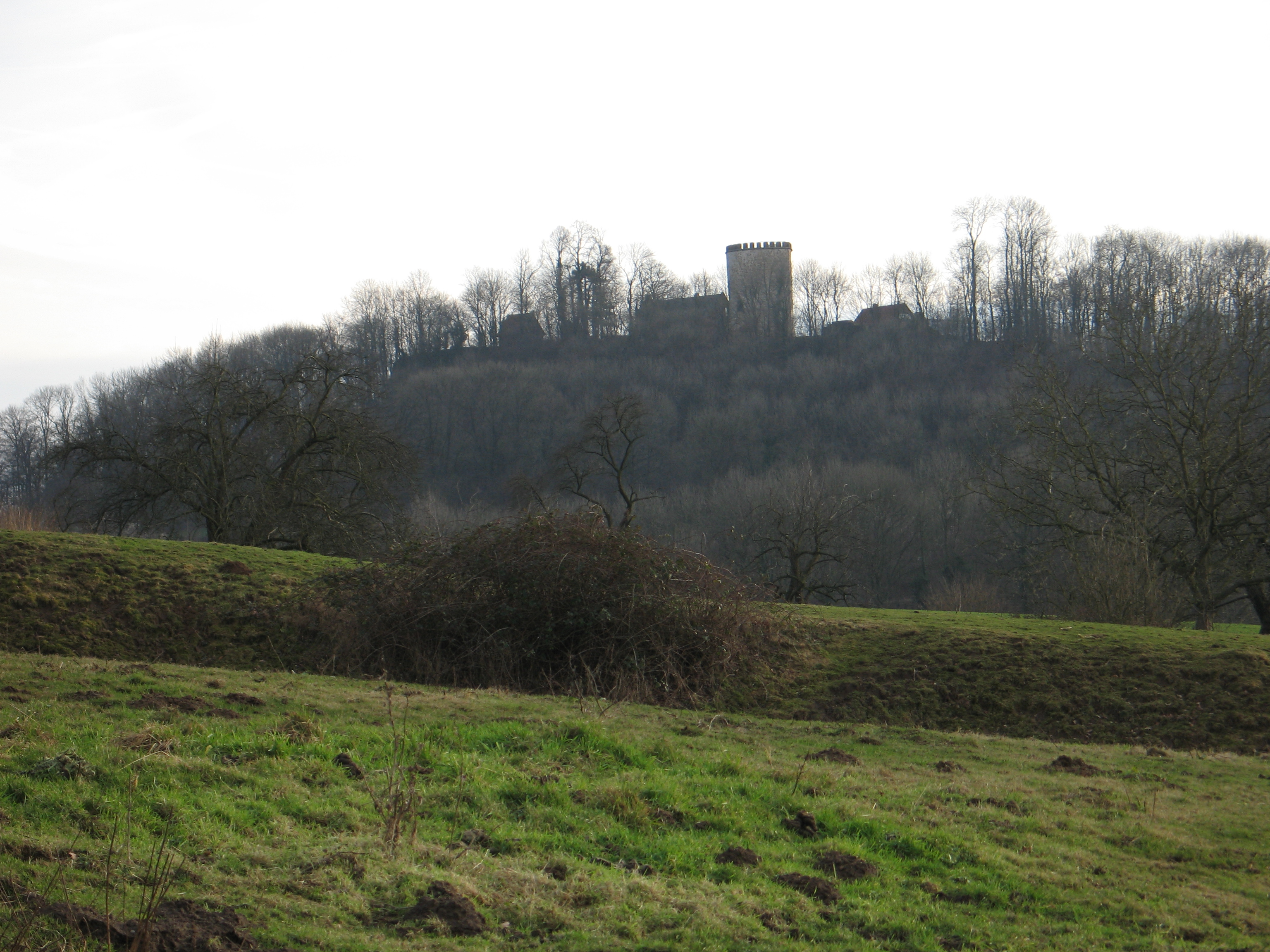
Die Burg Ravensberg

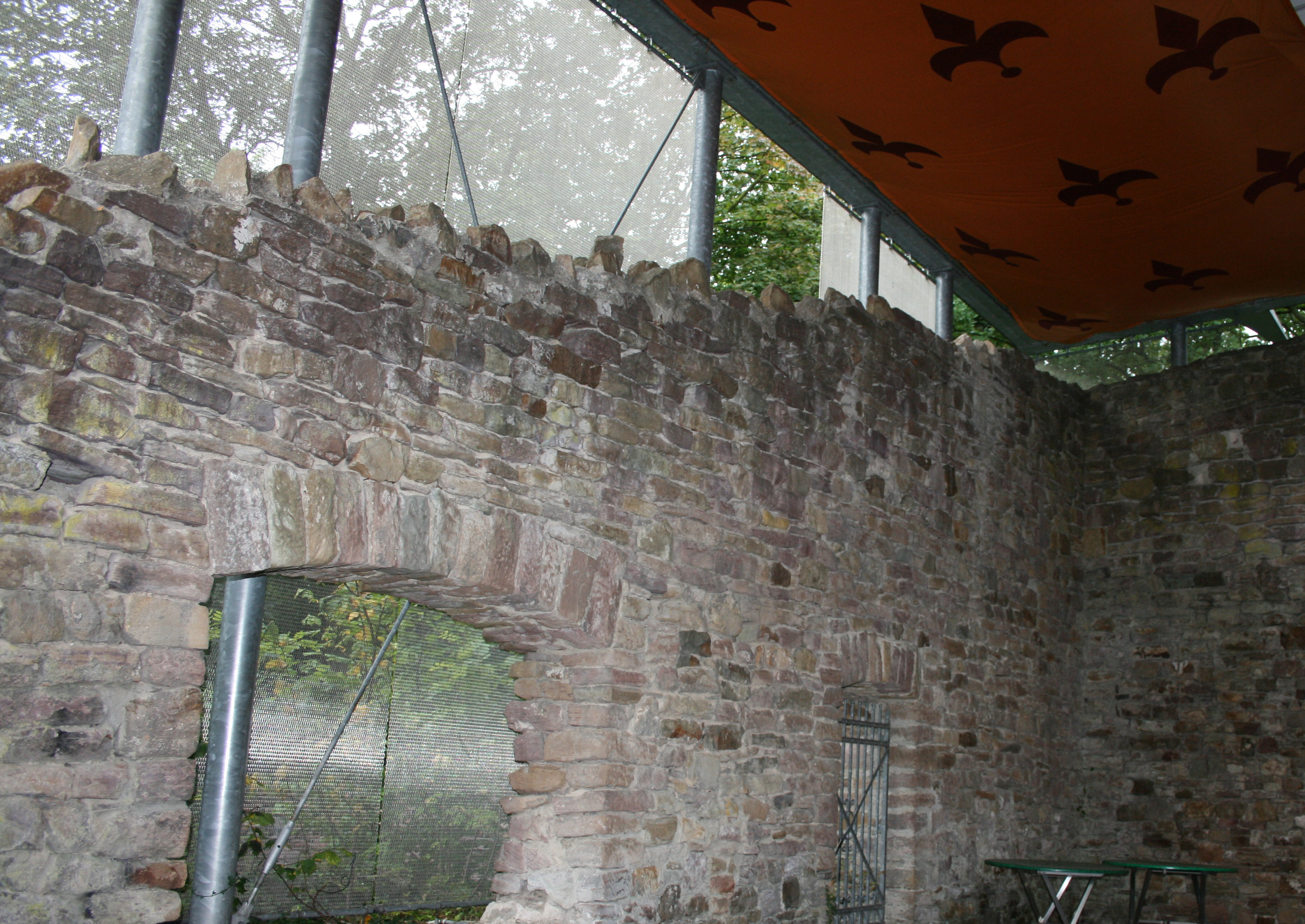
Ruine der Burg Vlotho

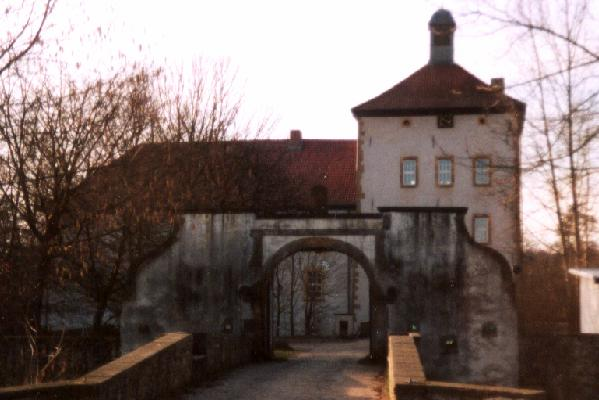
Das Gut Bustedt

### Im Heiligen Römischen Reich
Die Grafschaft Ravensberg war spätestens seit 1437 nicht mehr reichsunmittelbar und auf den Reichstagen vertreten, da sie seitdem in Personalunion mit den Herzogtümern Jülich und Berg stand und deren Nebenland bildete.
Diese Verbindung galt im Laufe des 17. Jahrhunderts als gelöst, deshalb beantragte 1705 Preußen für Ravensberg einen Sitz auf der westfälischen Grafenbank. Das Verfahren beim Reichskammergericht fand aber bis zum Ende des Reiches keinen Abschluss mehr.
Seit der Einteilung des Reichsgebietes in Reichskreise im Jahre 1500 gehörte Ravensberg zum Niederrheinisch-Westfälischen Reichskreis.
In der ersten Hälfte des 12. Jahrhunderts erwarb Graf Hermann I. als Lehnsträger unter Lothar von Süpplingenburg die Grafenrechte im friesischen Emsgau. Diese Grafenrechte wurden 1253/54 an die Bischöfe von Münster abgegeben.

### Wappen
Das Ravensbergische Wappen enthielt drei rote Sparren in Silber (Weiß). Es war stets Teil des Wappens der im Besitz der Grafschaft befindlichen Herrscherhäuser, zuletzt des großen preußischen Wappens. Heute findet es sich in mehreren Kreis- und Stadtwappen des Gebiets, etwa denen Bielefelds, Spenges, Borgholzhausens, Halles, Steinhagens, Vlothos, Werthers und der Kreise Gütersloh und Minden-Lübbecke.

### Landesburgen
Ravensberg hatte fünf Burgen, die im Besitz der Landesherren standen:
- Sparrenburg (Burg Sparrenberg) in Bielefeld, lange Sitz der Grafen; heute restauriert;
- Burg Ravensberg bei Borgholzhausen, Keimzelle der Grafschaft; in Teilen erhalten;
- Burg Limberg bei Preußisch Oldendorf, teilweise restauriert;
- Burg Vlotho in Vlotho; Ruine (1936/39 auf Fundamentresten nachgebildet);
- Burg Bustedt bei Hiddenhausen, restauriert.

Neben der militärischen Absicherung dienten die Burgen (bis auf Bustedt) auch als Sitz der Verwaltungsstellen der Grafschaft, die vier jeweiligen Verwaltungsgebiete (Ämter) waren daher nach den Burgen benannt. Spätestens gegen Ende des 17. Jahrhunderts entsprachen die Bauten nicht mehr den militärischen Erfordernissen und fielen überwiegend dem Verfall anheim. Jeder als Verwaltungssitz dienenden Burg waren Burggrafen zugeordnet, die aber nicht über den Drosten als Vorsteher der Ämter standen.

### Organisation

Die Gliederung der Grafschaft im Jahr 1801 vor Eingliederung der Fürstabtei Herford

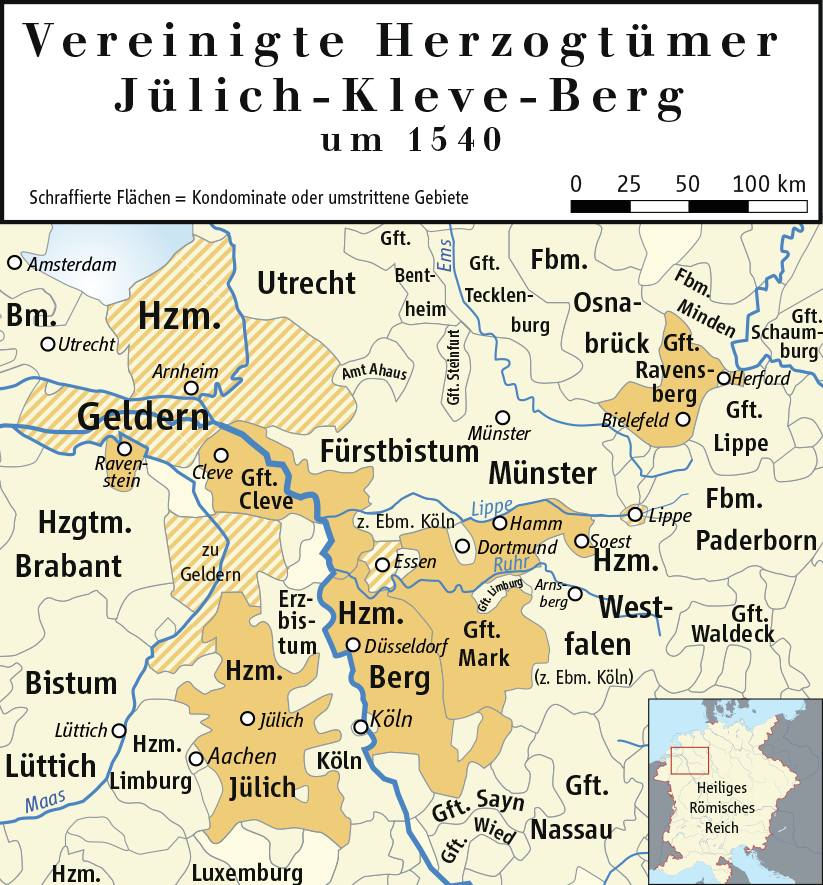
Die Vereinigten Herzogtümer Jülich, Kleve und Berg um 1540. Schraffiert die Vogtei Essen, das Kondominat Lippstadt und das 1538 ererbte Herzogtum Geldern mit der Grafschaft Zutphen.

Die Grafschaft gliedert sich in vier nach den Landesburgen benannten Ämter sowie die Städte Herford und Bielefeld. Bis 1802 war die winzige Fürstabtei Herford (ohne Territorium im engeren Sinne) noch nicht Teil der Grafschaft, danach Teil der Stadt Herford. Sitz der Droste (Amtmann) war aber später nicht mehr immer die Burg. Der Drost des Amtes Sparrenberg war Landdrost und damit der höchste der Drosten. Weiterhin gliederte sich das Amt in Vogteien mit einem Vogt an der Spitze. Die Vogteien gliederten sich in Kirchspiele und Bauerschaften. Die Grafschaft war ab 1652 – nachdem die freie Reichsstadt Herford eingegliedert wurde – formal folgendermaßen gegliedert:
- Stadt Bielefeld
- Stadt Herford (bis 1802 ohne Fürstabtei Herford)
- Amt Ravensberg
  - Vogtei Halle
  - Vogtei Versmold
  - Vogtei Borgholzhausen
- Amt Sparrenberg
  - Vogtei Werther
    - Kirchspiele Werther und Dornberg (ab 1692[1])

  - Vogtei Heepen
    - Kirchspiel Heepen und Teile des Kirchspiels Oerlinghausen

  - Vogtei Schildesche
    - Kirchspiele Schildesche und Jöllenbeck

  - Vogtei Brockhagen (bis 1692[1])
    - Kirchspiel Brockhagen (1692 zur Vogtei Brackwede)

  - Vogtei Brackwede
    - Kirchspiele Brackwede, Isselhorst, Dornberg (bis 1692), Steinhagen, Brockhagen (ab 1692)

  - Vogtei Enger
    - Kirchspiele Enger, Spenge, Hiddenhausen, Wallenbrück
- Amt Limberg
  - Vogtei Bünde
  - Vogtei Oldendorf
- Amt Vlotho
  - Vogtei Vlotho
  - Vogtei Wehrendorf

Im Laufe der Zeit hat es an dieser Gliederung kaum Veränderungen gegeben. Bis 1692 bildete das Kirchspiel Brockhagen eine eigene Vogtei. Als dieses aufgehoben wurde, kam es zur Vogtei Brackwede.
Die Vogteien der Ämter Ravensberg, Limberg und Vlotho hatten bis spätestens 1722/23 – kurz nach der Schaffung des Verwaltungsgebietes Minden-Ravensberg und als die Drosten durch den preußischen König weitgehend ihrer Aufgabe (nicht ihres Amtes bzw. Ehrentitels) enthoben wurden – ihre Bedeutung de facto weitgehend verloren, bestanden jedoch formal weiter. Im Amt Sparrenberg zeichnete sich jedoch eine andere Entwicklung ab. Da es relativ groß war entwickelten sich die Vogteien in ihrer Bedeutung und erhielten einen Amtmann an ihrer Spitze. Daher bürgerte sich für diese Vogteien die Bezeichnung Amt ein. Der Amtmann der ehemaligen Ämter Ravensberg, Limberg und Vlotho sowie der Quasi-Ämter Werther, Heepen, Schildesche, Brockhagen, Brackwede und Enger erhielten jeweils auf 6 Jahre die Einkünfte eines Amtes aus Domänen, Mühlen, Zehnten usw. Dieser hatte das Amt dafür zu pachten (Pachtamt). Außerdem war er verantwortlich für die Rechtsprechung erster Instanz und die Polizeigewalt im Amt.
Eine bedeutende Funktion nach 1723 entwickelten die zwei neu eingerichteten landrätlichen Bezirke, denen entsprechend ab etwa 1734 jeweils ein Landrat vorstand. Auf die Bildung von Kreisen wie in anderen preußischen Gebieten wurde aber in Ravensberg verzichtet. Der nördliche landrätliche Bezirk umfasste die Ämter Limberg und Vlotho, während zum südlichen die Ämter Ravensberg und Sparrenberg gehörten. Folgende Landräte waren in den beiden Gebieten tätig:
Ämter Limberg und Vlotho
- 1734–176300Dietrich Heinrich von Korff
- 1763–178500Johann Heinrich von Korff
- 1785–179600Dietrich Victor Ludwig von Korff
- 1796–180600Friedrich Ernst Georg von Quernheim

Ämter Ravensberg und Sparrenberg
- 1736–176700Johann Ernst von Eller
- 1768–177100Christian Heinrich Ernst von Ledebur
- 1771–179700Johann Henrich Saverius von Vincke
- 1797–180600Ernst Friedrich August von Ledebur

## Liste der Grafen von Ravensberg

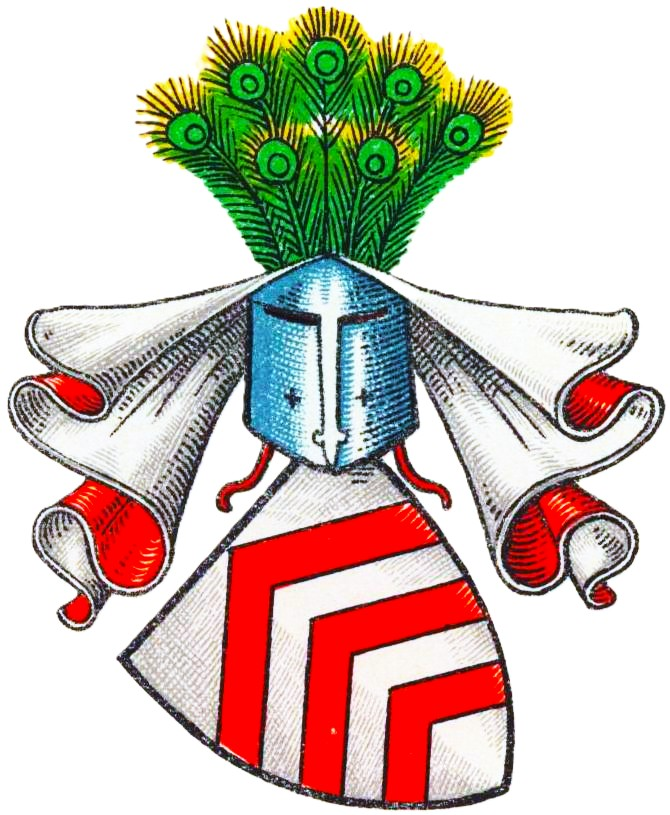
Stammwappen der Grafen von Ravensberg von Adolf Matthias Hildebrandt im Wappenbuch des Westfälischen Adels

Anmerkung: zur Herrschaftsdauer der frühen Grafen finden sich in der Literatur unterschiedliche Angaben.

### Haus Calvelage-Ravensberg
geht aus den Grafen von Calvelage hervor und hält bis 1252 deren Besitz
- Bis 1144 Hermann I.
- ca. 1140–ca. 1170 Otto I.
- ca. 1160–ca. 1180 Heinrich
- ca. 1175–ca. 1220 Hermann II.
- ca. 1220–1244 Otto II.; herrscht ab 1226 nur in Vlotho und Vechta
- ca. 1220–1249 Ludwig; herrscht ab 1226 nur in Ravensberg
- 1249–1306 Otto III.
- 1306–1328 Otto IV.
- 1328–1346 Bernhard

### Haus Jülich(-Heimbach)
1348–1395 in Personalunion mit Berg, ab 1437 mit Jülich-Berg
- 1346–1360 Gerhard I.
- 1360–1408 Wilhelm I.; überträgt die Grafschaft ab 1395 nacheinander zwei Söhnen
- 1395–1402 Adolf
- 1402–1428 Wilhelm II.
- 1428–1475 Gerhard II.
- 1475–1511 Wilhelm III.

### Haus (Kleve-)Mark
ab 1521 als Herrscher von Jülich-Kleve-Berg; 1609–1614 Jülich-Klevischer Erbfolgestreit
- 1511–1539 Johann
- 1539–1592 Wilhelm (IV.)
- 1592–1609 Johann Wilhelm

### Haus Hohenzollern
Kurfürsten von Brandenburg und preußische Könige
- 1614–1619 Johann Sigismund
- 1619–1640 Georg Wilhelm
- 1640–1688 Friedrich Wilhelm
- 1688–1713 Friedrich III.; ab 1701 als Friedrich I. König in Preußen
- 1713–1740 Friedrich Wilhelm I.
- 1740–1786 Friedrich II.
- 1786–1797 Friedrich Wilhelm II.
- 1797–1807 Friedrich Wilhelm III.

Auch nach dem Ende der Grafschaft führten die Könige von Preußen den Titel Graf zu Ravensberg, zuletzt Kaiser Wilhelm II. bis 1918.